# いすゞ自動車北陸
いすゞ自動車北陸株式会社（いすずじどうしゃほくりく、略称：いすゞ北陸）は、かつて存在したいすゞ自動車の販売会社。石川運輸支局並びに福井運輸支局管轄区域を販売エリアとし、本社を石川県金沢市に置いていた。いすゞネットワークの100%子会社であった。
2010年12月1日、いすゞ自動車東海及び静岡いすゞ自動車と合併し、いすゞ自動車東海北陸となった。

## 沿革
- 1999年（平成11年）12月 - 石川いすゞ自動車、福井いすゞ自動車がいすゞ自動車近畿株式会社に吸収合併。
- 2006年（平成18年）11月 - 金沢サービスセンターが国交省の表彰事業である平成18年度「環境に優しい自動車関係事業場表彰事業場」石川運輸支局長表彰を受賞[1]。
- 2007年（平成19年）
  - 4月 - いすゞ自動車近畿より石川県・福井県の営業区域を分離し、いすゞ自動車北陸株式会社を設立。
  - 11月 - 金沢サービスセンターが国交省の表彰事業である平成19年度「環境に優しい自動車関係事業場表彰事業場」石川運輸支局長表彰を受賞[2]。
- 2010年（平成22年）12月1日 - いすゞ自動車東海及び静岡いすゞ自動車と合併し、いすゞ自動車東海北陸株式会社を設立。

## 事業所所在地
- 本社 - 石川県金沢市湊（現在は石川支社）
- 金沢営業部 - 石川県金沢市湊
- 七尾営業部 - 石川県七尾市千野町は18
- 福井営業部 - 福井県福井市今市町（現在は福井支社）
- 敦賀営業部 - 福井県敦賀市中央町
- 金沢サービスセンター - 石川県金沢市湊
- 七尾サービスセンター - 石川県七尾市千野町は18
- 福井サービスセンター - 福井県福井市今市町
- 敦賀サービスセンター - 福井県敦賀市中央町